# Florin Dan Trepcea
Florin Dan Trepcea (n. 30 august 1962) este un fost deputat român în legislatura 1992-1996, ales în județul Iași pe listele partidului PL'93/PAC. Florin Dan Trepcea a absolvit Institutul Politehnic din București, Facultatea de Tehnologia Construcțiilor de Mașini și Școala Națională de Studii Politice și Administrative, secția Științe politice. 